# S:t Petris orgel

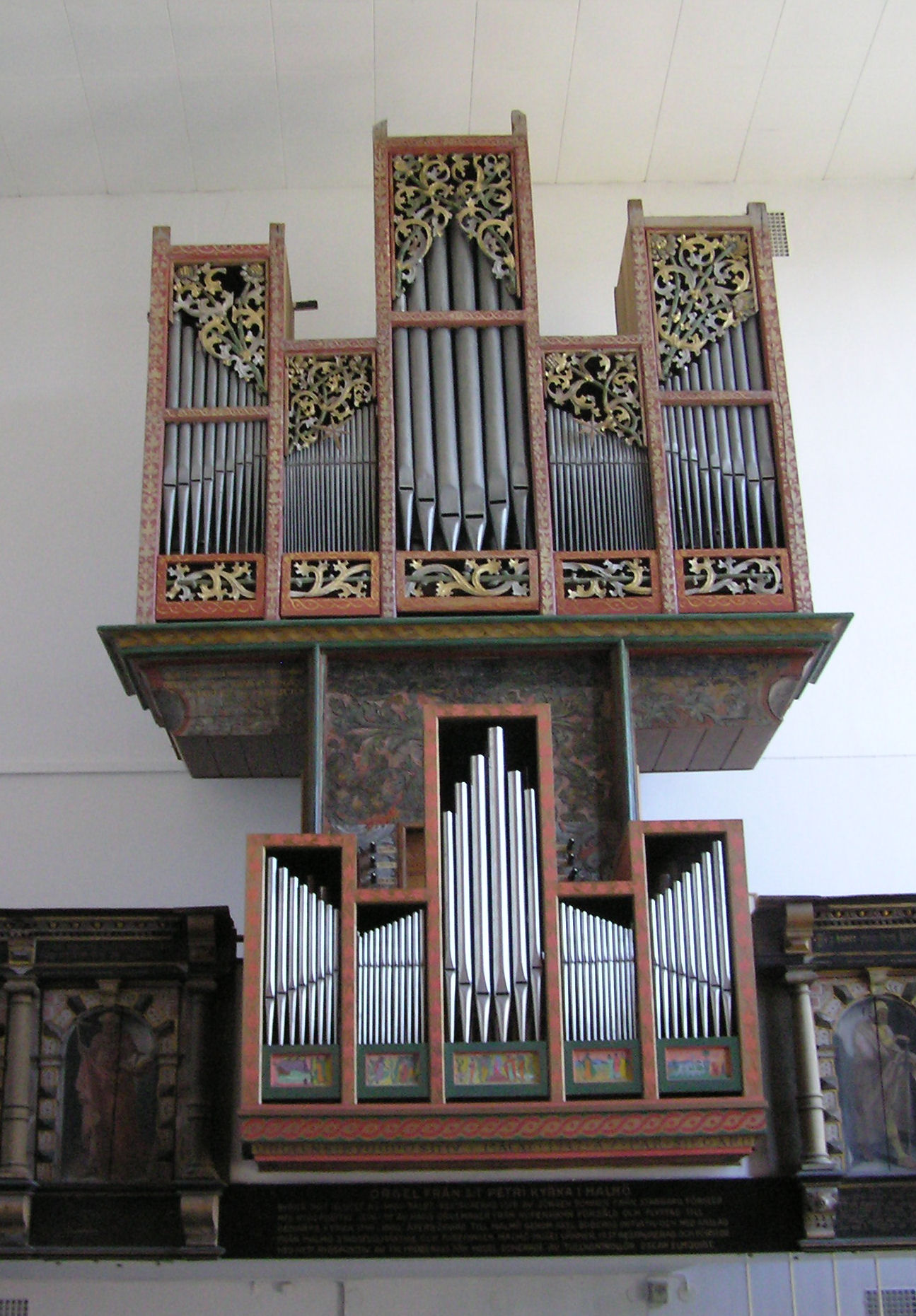
Orgeln i Skovgaard-salen

S:t Petris orgel, eller Genarpsorgeln, är uppsatt i Skovgaardssalen på Malmö museum.

## Historia
Orgelns äldsta delar stammar från 1520-talet. 
År 1579 tillkom pedalverket  och cymbelstjärnorna i fasaden, möjligen tillverkade av Jörgen Pommer i Köpenhamn. År 1597 tillverkade Hans Brebus i Köpenhamn ett ryggpositiv om sju stämmor. Baldtzer Scheuper, troligen bror till Johan Lorentz, försåg 1640 orgeln sex nya bälgar och en ny tremulant. Den byggdes om 1660 av Hans Christoff Frietzsch med användande av gammal fasad och delvis gammalt pipmaterial. Reparationer utfördes 1682 av Johann Nette och 1726 av Hindrich Johan Botzen. På 1700-talet var orgeln i dåligt skick och 1794 klagade kyrkans organist: ”Orgeln är nästan obrukbar, emedan den bästa pusten (bälgen) sprungit och andra fyra voro söndriga och gåvo otillräcklig wind till wärcket.”

### Försäljning
Efter en mängd reparationer sålde man till sist år 1799 manualverket och pedalen till majoren Jakob Tage Silfverskiöld, som skänkte instrumentet till Genarps kyrka i Skåne. Ryggpositivet såldes samma år till Drängsereds kyrka i Halland, där det sattes upp 1801. Det revs 1867 av Johan Nikolaus Söderling när han byggde en ny orgel till kyrkan. 

### Återköp och restaurering
År 1937 inköptes medeltidsorgeln av Malmö museer och flyttades dit från Genarp. Den restaurerades 1938-1941 av Th. Frobenius og Sønner Orgelbyggeri A/S och sattes upp med ett rekonstruerat ryggpositiv med 1597 års disposition i Skovgaardsalen. Den restaurerades på nytt 2001-2003 av Robert Gustavsson Orgelbyggeri och av Mads Kjersgaard. Klaviaturomfång: manualer C - c³ kort oktav (45 toner), pedal C - d¹ kort oktav (23 tonrt). Korton (närmare en hel ton). 

#### Nuvarande disposition (stavning enligt registerskyltar
| Huvudverk C-c³                                       | Ryggpositiv C-c³                       | Pedalverk C-d¹        | Koppel                    |  |
| Borduna 16′                                          | Gedakt 8′ (1941)                       | Dulcian 16′ (1579)    | Ryggpositiv/manual (1941) |  |
| Principal 8′ (fasad)                                 | Principal 4′ (fasad) (1941)            | Trompet 8′ (1940)     | Ryggpositiv/pedal (1941)  |  |
| Gedakt 8′                                            | Blockflöjt 4′ (1941)                   | Cornet 2′ (1940)      |                           |  |
| Octava 4′ (1940)                                     | Octava 2′ (1941)                       | f.ö. bihängd manualen |                           |  |
| Spetsflöjt 4′                                        | Kvinta 1 1/2′ (1941)                   | genom dubbla ventiler |                           |  |
| Kvinta 2 2/3′ ursprungligen Tvärflöjt 2′, kapad 1666 | Sesquialtera II ch. 2/3′ + 2/5′ (1941) |                       |                           |  |
| Nasat 2 2/3 ′                                        | Regal 8′ (1941)                        |                       |                           |  |
| Oktava 2′                                            |                                        |                       |                           |  |
| Mixtur 4 kor. (2005)                                 |                                        |                       |                           |  |
| Scharf 4 kor. (2005)                                 |                                        |                       |                           |  |
| Trumpet 8′ (1940)                                    |                                        |                       |                           |  |
| Cymbelstjärna\| (1579)                               |                                        |                       |                           |  |
| Tremulant                                            |                                        |                       |                           |  |

### Diskografi
Inspelningar av musik framförd på museets orgel.
- Magnificat / Bengtsson, Carl, orgel. MC. Malmö audioproduktion : 83-01. 1983.
- Medeltidsorgeln Malmö museum / Welander, Waldemar, orgel. EP. Hemmets härold P 5023. 1957?
- Malmö Sankt Petri orglar / Bengtsson, Carl, orgel. LP. Ljudproduktion : Ljp-lp 1. 1977.
- Medeltidsorgeln i Malmö museum / Janacek, Bedrich, orgel. LP. Proprius PROP 9983. 1988.